# 深水地平線鑽井平台
深水地平线钻井平台（英語：Deepwater Horizon）是由泛洋鑽探营运的超深海动态定位半潜式海上钻油平台。平台于2001年由现代重工业在韩国制造，R&B Falcon（后被泛洋鑽探收购）定制，在马久罗注册，2001年到2013年租给英国石油公司。2009年9月，平台在休斯敦东南方约250英里（400公里）处的凯斯利海谷台伯油田102号区块4132英尺（1259米）的水深中钻出了史上最深的油井。油井垂直深度35050英尺（10683公尺），测量深度35055英尺（10685公尺）。
2010年4月20日，在马孔多勘探油田钻探时，油井失控发生井喷，引发爆炸，造成11名员工死亡并引发大火，火球在40英里（64公里）处都能够见到。大火无法扑灭，两天后的4月22日，平台沉没，油井在海底喷涌而出，造成美国海域最大的漏油事故。

## 设计
深水地平线是第五代、RBS-8D设计（即型号种类）、深水、动态定位、柱固定、半潜式移动离岸钻井单元，专为钻探海地石油勘探和生产井设计，内置476毫米、10万千帕的防喷器和530毫米外径钻井隔水管。
深水地平线是第二代二类半潜式钻井平台，尽管它的前辈深水鹦鹉螺并非动态定位。钻井平台规格为121×78公尺，能够在2400米深的水域运行，最大钻探深度达9100公尺。2010年，平台是约200台能在深度超过1500米的水域中钻探的钻井平台。其美国船级社级别符号为“A1，柱稳定钻井单元，AMS，ACCU，DPS-3”。
2002年，平台升级“电子钻探”系统，该系统是由德克萨斯州休斯敦的技术人员开发的钻探监测系统，负责实时钻探数据，传输维护和故障排除訊息。先进的系统，从压力和钻井检测技术，到自动关停系统和固井建模系统在平台的运营起到关键作用。OptiCem固井建模系统于2010年4月由哈里伯顿使用，在水泥浆混合和支持决策上的功效显著。这些决定成为同月爆炸事故调查的重点。

## 历史

### 建造和所有权
“深水地平线”号由R&B Falcon委托现代重工业，在韩国釜山制造。工程于1998年12月启动，龙骨于2000年3月21日放置。2001年2月23日，泛洋鑽探完成对R&B Falcon的收购后，平台交付使用。直到2004年12月29日，平台在巴拿马注册。
泛洋鑽探透过其设在瑞士施泰因豪森}的子公司泛洋鑽探海卫一资产租借有限公司（Triton Asset Leasing GmbH），运营这个悬挂马绍尔群岛權宜船旗的平台。建造完成后，平台租借给英国石油公司3年，在墨西哥湾部署。此后，租借条约经过多次续签，2004年续签1年，2005年续签5年，2009年的续签延长了2010到2013年的3年期限。最后的合同“裸机”费用价值5.44亿美元，平均每天49.68万美元，而船员、装备和支援船只的费用预计相同。
根据R&B Falcon在2001年递交给美国证券交易委员会的文件，R&B Falcon和泛洋鑽探间的交换合同于2001年8月17日过期，平台特点是“正式注册号29273-PEXT-1，IMO号码8764597，总吨位32588，净吨位9778”。交换价值3.4亿美元。截至2010年，平台获用于支付重置成本和残骸清理费用的保险，价值5.6亿美元。

### 钻井作业
深水地平线在亚特兰蒂斯油田（英国石油公司占56%，必和必拓Billiton占44%）和雷霆马油田（英国石油公司占75%，埃克森美孚占25%）上作业，时常被说是“幸运”且“著名”的钻井平台。2007年，它仍被誉为“世界上最强力的钻井平台”。2006年和2009年，平台分别在卡斯基达油田和台伯油田发现石油。台泊油田油井垂直深度35,050英尺（10,683米），测量深度35,055英尺（10,685米），海水深度4,132英尺（1,259米），是世界上最深的油井。它位于海床下方超过5,000英尺（1,500）深处，超出平台在公司船队名单中列明的官方钻探规范。
2010年2月，深水地平线在马孔多勘探（Macondo Prospect）（即密西西比峡谷252号地块）开钻试验性油井，试验地点位于路易斯安那州东南部海岸41英里（66）约5,000英尺（1,500）深的水域中。马孔多勘探的开采权于2009年被英国石油公司收购，而该油田由英国石油公司（占65%）、阿纳达科石油公司（占25%）和MOEX Offshore 2007（占10%）共同持有。深水地平线于2010年4月20日仍在马孔多作业，当天猛烈的爆炸导致钻机损坏，引起漏油。油井当时处于完工的最后阶段，被注入的水泥外壳正在硬化，平台预计在不久后移动到台伯油田充当半永久性作业平台，之后再回到卡斯基达油田，半永久性地盘踞在路易斯安那州海岸50英里外的油丘上 。试验作业据说“已经完成”，在MMS的请求下获准结束马孔多的作业。
平台设计工作寿命3131天，目前已经达到2896天，余下的时间在各站点间使用。

### 安全检查
美国矿产管理局（2010年6月18日更名为海洋能源管理、监管和执法局，或海洋能源局）是美国海上石油钻井平台的监管检查机构。美联社调查指出，某些安全文件和紧急程序信息，包括后来发生的事件的文件都找不到。每月检查所需的确切次数随事件而变化，检查程序按照前40个月的标准进行，但在这之后，约25%的检查程序都省略了，尽管调查显示这部分的检查在计划之内，但因天气和移动等情况阻碍了。2010年最后三个月的检查报告在阳光法案的要求下公布，每次检查持续时间为两个小时或以下。
工作寿命期间，平台出现5次不合规操作，其中4次在2002年（涉及安全，包括防喷器），另一次在2003年（涉及污染）。第六次发生在2007年，涉及非接地电力设备，但这次不合规纪录后来被认定符合规程，而被撤回。审阅报告的钻井顾问表示平台的安全记录总的来说很“丰富”。2009年，矿产管理局“将深水地平线立为行业安全典范”。美联社的调查表示：“MMS官员表示，它的记录非常有代表性，从未出现在检察院的问题平台‘观察名单’中”。

## 事故

爆炸后被火团包围的“深水地平线”号。

2010年4月20日，中部时间晚上9点45分，马孔多的试验井钻探作业已入尾声，一股海水从海洋立管喷射到钻井平台上，射向240英尺（73米）的空中。不久后，钻井液、沼气和水的泥浆混合物喷发。泥浆物质的气体成分迅速完全转变为气态，引发一系列爆炸，形成火球。防喷器被尝试啟動，但没有成功。阻止漏油的最后一道防线全封闭防喷器闸板虽然被啟動，但没能插入井中。
爆炸时，126名员工在船上，其中7人是英国石油公司员工，79人隶属泛洋鑽探，还有人来自阿纳达科、哈里伯顿和M-I SWACO等参与作业的公司。11名员工在爆炸最初阶段断定遇难。平台被撤离后，受伤的工人被空运到医疗站。约36小时后，平台沉没。平台的残骸沉入约5,000英尺（1,500）深，油井西北方1,300英尺（400）处的海床。
7月15日，油井上盖，漏油结束。用来永久封锁油井的减压井于2010年9月19日宣告“有效封堵” 。

## 后续
大约在2010年5月10日，泛洋鑽探受到深水地平线4.01亿美元总损失的部分保险结算。经济分析师指出，保险回收可能超过钻井平台的价值（尽管不一定是其重置价值）和估计高达2亿美元的所有债务。
截至2010年，诉讼、损失赔偿和保险回收的最终金额仍是未知数。分析师报告称，和之前的事故相比，此次事故有着前所未有的规模和复杂性，需要多年才能展开和解决。2010年7月，《金融时报》的分析引用法律界消息人士，指“在某些程度上，诉讼的规模非常大，确实比较新鲜”，“各种可能的案件意味着很难将它们汇总成所谓的集体诉讼，情况可能会进一步复杂化”，“由于之前我们碰过这样的事情，历史参照不存在。”和阿拉斯加港湾漏油事件一样，讨论中的诉讼事件表长达20年。
2013年1月，泛洋鑽探同意支付违反美国《清洁水法》的14亿美元罚金。英国石油公司早前同意支付24亿美元，但还要面临5亿到20亿额外的罚金。2014年9月，哈里伯顿同意在两年内分三期向信托注入11亿美元，解决大部分法律索赔。2014年9月4日，美国地区法官卡尔·巴比尔根据《清洁水法》裁定英国石油公司犯有重大过失和故意不当行为。他认为英国石油公司的行为“鲁莽”，泛洋鑽探和哈里伯顿行为“疏忽”。他将溢油事故67％的责任归咎于BP，30％归于泛洋鑽探，3％归于哈里伯顿。英国石油公司发表声明强烈反对这一说法，表示会上诉。
2014年12月8日，美国最高法院驳回了英国石油公司的上诉，和解协议没有上限，但英国石油公司最初预计要给受害者赔偿约78亿美元（61亿欧元）。